# Santi Cosma e Damiano in Banchi
Santi Cosma e Damiano in Banchi, também conhecida como Sant'Elisabetta al Gonfalone, era um oratório que ficava localizado do lado leste da Via dei Beanchi Vecchi, um pouco mais ao norte em relação a Santa Lucia del Gonfalone, no rione Ponte de Roma. Era dedicada primeiro aos santos Cosme e Damião e depois a "Santa Elisabetta", presumivelmente Santa Isabel da Hungria, famosa por sua preocupação com os pobres. Foi demolido no final do século XIX.

## História

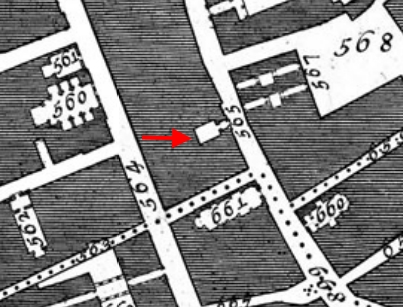
Localização (nº 565) no Mapa de Nolli (1748). Neste mapa estão também Santa Maria del Suffragio (nº 560), o Oratorio di Santa Maria del Suffragio (nº 561), o Oratorio del Gonfalone (nº 562), Santo Stefano in Piscina (nº 660) e Santa Lucia del Gonfalone' (nº 661).

Mariano Armellini cita uma referência de um arquivista do Vaticano, Michele Lonigo (1572-1638), que afirmou que a pequena igreja ou capela dedicada aos santos Cosme e Damião costumava ficar no local. O oratório foi construído em 1344 e entregue à Università dei Barbieri, a guilda dos barbeiros (em italiano:  gonfalone) em 1479, que o reformou. Em 1560, a guilda se mudou para a igreja de Santi Cosma e Damiano de Monte Granato, que ficava entre as igrejas de San Trifone e San Salvatore alle Coppelle, e a Confraternità di Sant'Elisabetta dei Mendicanti ed Invalidi se mudou para o local. Esta ordem religiosa, batizada em homenagem a Santa Isabel da Hungria, tinha por objetivo ajudar mendigos cegos e aleijados. 
Fioravante Martinelli (1599-1667) anotou que a capela estava ligada ao capítulo da Basílica de São Pedro, o que indica que a capela já havia sido reconsagrada na época. Gregorio Terribilini a visitou em 1748 e notou uma inscrição mencionando uma reforma pelo papa Sisto IV (1471-1484) da antiga capela de Santi Cosma e Damiano.
Segundo Armellini, que escreveu em 1891, o edifício, já desconsagrado, ainda existia no local e era utilizado para fins comerciais. Aparentemente o oratório foi demolido no final do século para permitir a construção do edifício que atualmente ocupa o espaço, que corresponde atualmente ao número 19 de via, onde em 2018 está o estabelecimento chamado "Sancesario Bijoux". O edifício propriamente dito era um espaço retangular ao qual se chegava passando por uma minúscula antecâmara.